# Zucchabar
Zucchabar (auch Succhabar; altgriechisch Ζουχάβαρρι Zouchabarri) war eine antike Stadt in der römischen Provinz Mauretania Caesariensis. Sie lag südlich der Hauptstadt Caesarea beim heutigen Miliana in Algerien.

Zucchabar war, wie Namen auf Inschriften zeigen, ursprünglich punisch beeinflusst und wurde unter Augustus zur römischen Colonia (colonia Iulia Augusta Zucchabar). Die Stadt sicherte die Straße von Caesarea in das Landesinnere Mauretanias.
Im 5. Jahrhundert war Zucchabar Sitz eines Bischofs. Auf das Bistum geht das gleichnamige Titularbistum der römisch-katholischen Kirche zurück.
Es haben sich von Zucchabar einige archäologische Überreste und Inschriften erhalten.

## Trivia
Im Film Gladiator von Ridley Scott wird „Zucchabar“ als Name einer römischen Provinz in Nordafrika genannt.